# Lugaid Laigde
Vedi Lugaid per le altre figure con lo stesso nome e Lúg per il dio da cui deriva il nome.
Lugaid Laigde (... – VIII secolo a.C.), figlio di Eochaid mac Oiliolla, fu un leggendario Re supremo dell'Irlanda.
Aiutò Duach Ladhgrach a detronizzare Airgeatmhar e poi uccise Duach per impossessarsi del trono.

## Fonti
- Seathrún Céitinn, Foras Feasa ar Éirinn 1.27
- Annali dei Quattro Maestri M4462-4469